# Ivan Bátory
Ivan Bátory (* 3. Mai 1975 in Liptovský Mikuláš, damals Tschechoslowakei) ist ein ehemaliger slowakischer Skilangläufer.

## Werdegang
Bátory startet erstmals im Dezember 1993 in Santa Caterina im 30-km-klassisch-Rennen im Weltcup, das er auf Rang 89 beendete. Bei den Junioren-Weltmeisterschaften 1995 im schwedischen Gällivare gewann über zehn Kilometer im klassischen Stil die Silbermedaille. Seine ersten Weltcuppunkte erreichte er im November 1995 über 15 km klassisch in Vuokatti mit Platz 13. Im Spint von Reit im Winkl im Februar 1996 gelang Bátory mit Platz 9 erstmals ein Top-Ten-Resultat im Weltcup; bei einem Distanzrennen gelang ihm dies erstmals über 30 km klassisch im Dezember 1998 in Davos mit Rang 6. Seine erste von drei Podestplatzierungen im Weltcup gelang Bátory im November 1999 in Kiruna mit Platz 3 über 10 km klassisch. Seine weiteren Top-3-Ergebnisse erzielte er jeweils über 15 km klassisch und mit Rang 3 in Davos 2001 und Beitostølen 2005. Seine beste Platzierung im Gesamtweltcup erreichte er in der Saison 1998/99 mit Rang 15.
Seine besten Ergebnisse bei Weltmeisterschaften, an denen Bátory von 1995 bis 2011 durchgängig teilnahm, waren Platz sechs über 15 km klassisch in Val di Fiemme 2003 und Rang zehn im 50-km-Rennen in der klassischen Technik in Trondheim 1997.
Bajčičák startete zudem für die Slowakei bei den Olympischen Winterspielen in Lillehammer, Nagano, Salt Lake City, Turin und Vancouver. Seine besten Platzierungen erreichte er dabei mit Rang zwölf mit der slowakischen Staffel und Platz 14 im Teamsprint mit Michal Malák in Vancouver. Seine beste Einzelplatzierung bei Olympischen Spielen gelang Bátory mit Rang 19 über 50 km klassisch in Nagano. Bei der Winter-Universide 1997 in Muju gewann er viermal die Goldmedaille und bei der Winter-Universiade 1999 in Štrbské Pleso jeweils die Silbermedaille über 10 km klassisch und in der Verfolgung und die Goldmedaille mit der Staffel.
Im Anschluss an die Weltmeisterschaften 2011 beendete Bátory seine Karriere.

## Siege bei Continental-Cup-Rennen
| Nr. | Datum           | Ort             | Disziplin                        | Serie           |
| --- | --------------- | --------------- | -------------------------------- | --------------- |
| 1.  | 29. Januar 1997 | Muju            | 15 km klassisch Individualstart  | Continental Cup |
| 2.  | 2. Februar 1997 | Muju            | 30 km Freistil Individualstart   | Continental Cup |
| 3.  | 19. März 2008   | Skalka          | 7,5 km klassisch Individualstart | Slavic Cup      |
| 4.  | 20. März 2008   | Skalka          | 10 km Freistil Massenstart       | Slavic Cup      |
| 5.  | 20. März 2010   | Kremnica-Skalka | 10 km klassisch Individualstart  | Slavic Cup      |
| 6.  | 12. Januar 2011 | Zakopane        | 10 km klassisch Individualstart  | Slavic Cup      |

## Teilnahmen an Weltmeisterschaften und Olympischen Winterspielen

### Olympische Spiele
- 1994 Lillehammer: 34. Platz 25 km Verfolgung, 43. Platz 10 km klassisch
- 1998 Nagano: 11. Platz Staffel, 19. Platz 50 km Freistil, 26. Platz 30 km klassisch, 33. Platz 25 km Verfolgung, 60. Platz 10 km klassisch
- 2002 Salt Lake City: 21. Platz 15 km klassisch, 25. Platz 50 km klassisch, 25. Platz 20 km Skiathlon
- 2006 Turin: 8. Platz Teamsprint klassisch, 24. Platz 30 km Skiathlon, 26. Platz 15 km klassisch, 47. Platz 50 km Freistil Massenstart
- 2010 Vancouver: 12. Platz Staffel, 14. Platz Teamsprint Freistil, 40. Platz 15 km Freistil

### Nordische Skiweltmeisterschaften
- 1995 Thunder Bay: 28. Platz 10 km klassisch, 36. Platz 25 km Verfolgung
- 1997 Trondheim: 9. Platz Staffel, 10. Platz 50 km klassisch, 13. Platz 10 km klassisch, 15. Platz 25 km Verfolgung
- 1999 Ramsau: 11. Platz Staffel, 12. Platz 25 km Verfolgung, 16. Platz 10 km klassisch, 20. Platz 30 km Freistil
- 2001 Lahti: 10. Platz Staffel, 16. Platz 30 km klassisch, 20. Platz 20 km Skiathlon, 38. Platz Sprint Freistil
- 2003 Val di Fiemme: 6. Platz 15 km klassisch, 22. Platz 30 km klassisch Massenstart, 24. Platz 20 km Skiathlon, 42. Platz 50 km Freistil
- 2005 Oberstdorf: 37. Platz 50 km klassisch Massenstart, 48. Platz 30 km Skiathlon
- 2007 Sapporo: 37. Platz 50 km klassisch Massenstart, 64. Platz 15 km Freistil
- 2009 Liberec: 15. Platz Teamsprint klassisch, 17. Platz 15 km klassisch
- 2011 Oslo: 12. Platz Teamsprint klassisch, 43. Platz 15 km klassisch

## Platzierungen im Weltcup

### Weltcup-Statistik
Die Tabelle zeigt die erreichten Platzierungen im Einzelnen.
- 1.–3. Platz: Anzahl der Podiumsplatzierungen
- Top 10: Anzahl der Platzierungen unter den ersten zehn
- Punkteränge: Anzahl der Platzierungen innerhalb der Punkteränge
- Starts: Anzahl gelaufener Rennen in der jeweiligen Disziplin
- Hinweis: Bei den Distanzrennen erfolgt die Einordnung gemäß FIS.

| Platzierung         | Distanzrennen a | Distanzrennen a | Distanzrennen a | Distanzrennen a | Distanzrennen a | Skiathlon Verfolgung | Sprint | Etappen- rennen b | Gesamt | Team c | Team c  |
| Platzierung         | ≤ 5 km          | ≤ 10 km         | ≤ 15 km         | ≤ 30 km         | > 30 km         | Skiathlon Verfolgung | Sprint | Etappen- rennen b | Gesamt | Sprint | Staffel |
| ------------------- | --------------- | --------------- | --------------- | --------------- | --------------- | -------------------- | ------ | ----------------- | ------ | ------ | ------- |
| 1. Platz            |                 |                 |                 |                 |                 |                      |        |                   |        |        |         |
| 2. Platz            |                 |                 |                 |                 |                 |                      |        |                   |        |        |         |
| 3. Platz            |                 | 1               | 2               |                 |                 |                      |        |                   | 3      |        |         |
| Top 10              |                 | 5               | 10              | 3               |                 | 3                    | 3      |                   | 24     | 4      |         |
| Punkteränge         |                 | 15              | 42              | 10              | 3               | 13                   | 8      | 1                 | 92     | 7      | 6       |
| Starts              | 4               | 28              | 78              | 25              | 7               | 28                   | 24     | 4                 | 198    | 7      | 6       |
| Stand: Karriereende |                 |                 |                 |                 |                 |                      |        |                   |        |        |         |

### Weltcup-Gesamtplatzierungen
| Saison    | Gesamt | Gesamt | Distanz | Distanz     | Sprint | Sprint |
| Saison    | Punkte | Platz  | Punkte  | Platz       | Punkte | Platz  |
| --------- | ------ | ------ | ------- | ----------- | ------ | ------ |
| 1994/95   | 6      | 75.    | –       | –           | –      | -      |
| 1995/96   | 32     | 47.    | –       | –           | –      | -      |
| 1996/97   | 85     | 32.    | 1       | 66. 1       | 38     | 34.    |
| 1997/98   | 17     | 62.    | –       | –           | 17     | 52.    |
| 1998/99   | 248    | 15.    | 86      | 17. 1       | 136    | 16.    |
| 1999/2000 | 265    | 19.    | 21 179  | 40. 1 13. 2 | 65     | 22.    |
| 2000/01   | 184    | 26.    | –       | –           | 14     | 56.    |
| 2001/02   | 197    | 21.    | –       | –           | –      | -      |
| 2002/03   | 172    | 30.    | –       | –           | 5      | 69.    |
| 2003/04   | 22     | 103.   | 22      | 65.         | –      | -      |
| 2004/05   | 70     | 60.    | 70      | 37.         | –      | -      |
| 2005/06   | 92     | 60.    | 92      | 37.         | –      | -      |
| 2006/07   | 113    | 47.    | 109     | 28.         | –      | -      |
| 2007/08   | 45     | 82.    | 45      | 50.         | –      | -      |
| 2008/09   | 12     | 145.   | 11      | 91.         | 1      | 111.   |
| 2009/10   | 13     | 147.   | 13      | 96.         | –      | -      |
| 2010/11   | 1      | 175.   | 1       | 106.        | –      | -      |